# 佩勒姆 (喬治亞州)
佩勒姆（英語：Pelham）是一個位於美國喬治亞州米切爾縣的城市。

## 地理
佩勒姆的座標為31°07′36″N 84°09′10″W / 31.12667°N 84.15278°W，而該地的平均海拔高度為110米（即361英尺）。

## 人口
根據2010年美國人口普查的數據，佩勒姆的面積為10.50平方千米，當中陸地面積為10.50平方千米，而水域面積為0.00平方千米。當地共有人口3898人，而人口密度為每平方千米371.24人。